# Poststempel
Ein Poststempel, bei der  Deutschen Bundespost nur  Abdruck eines Tagesstempels, ist ein farbiger Abschlag des gleichnamigen Gerätes auf eine Postsendung, der üblicherweise Ort, Datum und Uhrzeit des Posteingangs dokumentiert und eventuell vorhandene Briefmarken dadurch entwertet.
Poststempel werden üblicherweise für einen längeren Zeitraum verwendet, wobei jeweils das Datum und ggf. die Uhrzeit aktualisiert werden. Poststempel, die nur für einen bestimmten Anlass verwendet werden, nennt man Sonderstempel. Poststempel, deren Datum mit dem Ausgabetag der entwerteten Briefmarke übereinstimmt, nennt man Ersttagsstempel. Weitere mit dem Poststempel aufgebrachte Stempel sind Nebenstempel.

## Geschichte
Der früheste bekannte Stempel stammt aus dem Jahre 1449 aus Venedig in Italien. Die Inschrift dieses einfachen Prägestempels mit dem Wappen des Mailänder Grafen Francesco Sforza lautete „Mediolarum Cursores“ (in etwa „Mailänder Kurier“) und könnte bereits ein postalischer Hinweis sein.
Die Entwicklung des Stempelwesens ist nur sehr schwer zu verfolgen, da bis zur Renaissance fast keine Umschläge erhalten sind. Erst ab Mitte des 17. Jahrhunderts ist eine größere Anzahl Poststempel erhalten. Üblicherweise sollten sie die Schreibarbeit erleichtern, die in der Dokumentation des Postortes und des Eingangs- und Ausgangsdatums bestand. Anfangs gab es üblicherweise nur einzeilige Poststempel mit Ortsangabe. Der erste bekannte Stempel mit zusätzlicher Datumsangabe stammt aus dem Jahr 1661. Spätere Stempel zeigen sogar eine Zeitangabe.
Sehr früh entstanden außerdem die sogenannten „Bezahlt“-Stempel, die ein vorausbezahltes Porto bestätigten. Der erste Poststempel dieser Art stammt aus dem Jahre 1681 und wurde in London verwendet. Er trug die Inschrift „Paid One Penny“. Auch vom k.k. Postmeister Johann Georg Khumer aus Friesach gibt es einen modernen Poststempel aus dem Jahr 1787.
Nach der Einführung der ersten Briefmarke im 19. Jahrhundert änderte sich der Verwendungszweck der Poststempel. Die Stempelung diente nicht mehr nur als Nachweis der Beförderung des Briefes, sondern wurde auf die Briefmarke abgeschlagen, entwertete diese und verhinderte ihre abermalige Verwendung.

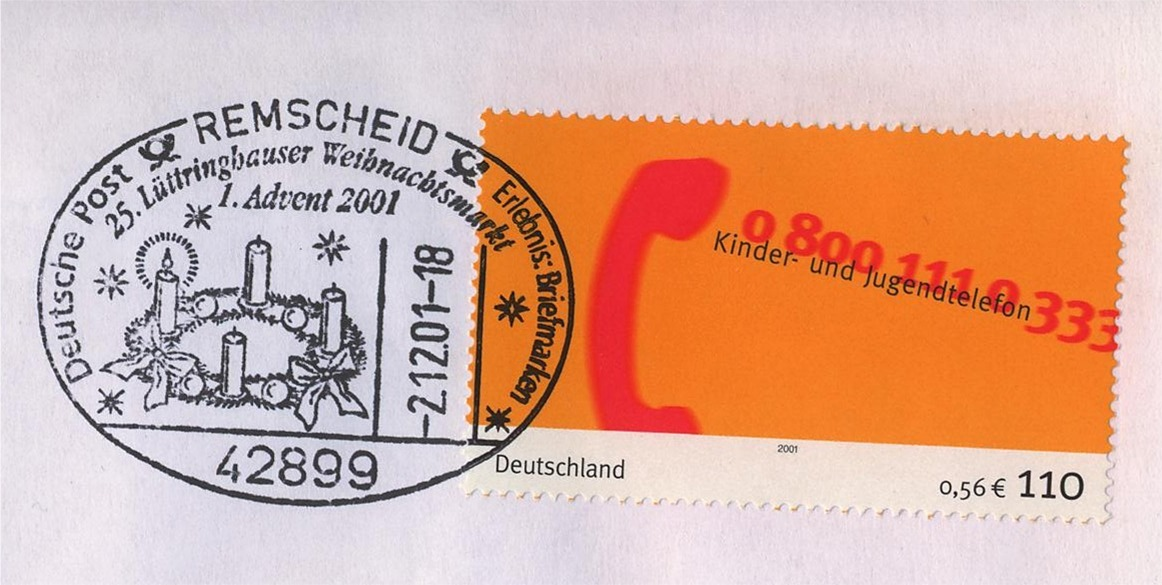
Sonderstempel aus Anlass des 25. Lüttringhauser Weihnachtsmarktes 2001

In vielen Ländern wie z. B. in Großbritannien wurden und werden Briefmarken mit dem Porträt des jeweiligen Herrschers herausgegeben. Der Postbeamte durfte dieses Bild nicht durch seinen Poststempel verunstalten. Die Entwertung musste sorgfältig erfolgen. In Spanien wurde 1850 deswegen ein Poststempel in Form eines vierblättrigen Kleeblattes gestaltet, der den Kopf von Königin Isabella auf der Briefmarke lediglich umrahmte.
Mit Poststempeln wird der Weg eines Briefes dokumentiert. In der ersten Hälfte des 20. Jahrhunderts war es üblich, Briefe sowohl bei der Auflieferung als auch bei der Ankunft am Zielpostamt zu stempeln. Außerdem wurden besondere Beförderungsarten der Postsendung nachgewiesen: z. B. per Luftpost oder Bahnpost. Bestimmte postalische Nebenstempel wie der R-Stempel (Rekommantionstempel) zeigen an, ob ein Brief eingeschrieben versendet wurde. Ferner wurde eventuell einzunehmende Nachgebühr auf Grund einer fehlenden oder ungenügenden Frankatur mittels eigener Stempel angezeigt.
Die Werbefähigkeit des Poststempels wurde immer mehr erkannt, und so entstanden Sonderstempel, die nur eine begrenzte Zeit auf Grund eines besonderen Ereignisses verwendet werden. Der erste deutsche Sonderstempel wurde 1863 in Leipzig abgeschlagen.
Die Feldpost des Militärs verwendet oftmals stumme Stempel. Dies sind Poststempel ohne Orts- und Datumsangabe.

## Stempelformen
Zur Zeit der Einführung der Briefmarken um 1840 wurden bereits über 200 Stempelformen in verschiedensten Stempelfarben verwendet, die Philatelisten ein weites Betätigungsfeld öffnen. Poststempel enthielten nicht immer Ortsangabe oder Datum. Einen Poststempel ohne Inschrift nennt man „stummen Stempel“, einen Stempel mit nur einer zentrierten Nummer Nummernstempel, einen Stempel mit Ortsangabe „Ortsstempel“, einen Stempel mit Datumsangabe „Tagesstempel“. Die Stempel werden auch nach ihrer Form benannt: Rechteckstempel, Bogenstempel, Mühlradstempel, Rundstempel, Ein- und Zweikreisstempel usw.

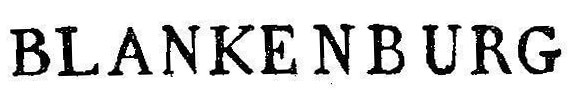
Zeilenstempel einzeilig
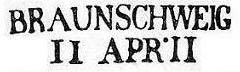
Zeilenstempel zweizeilig
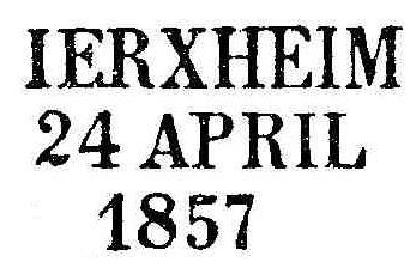
Zeilenstempel dreizeilig
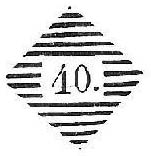
Rostrautenstempel
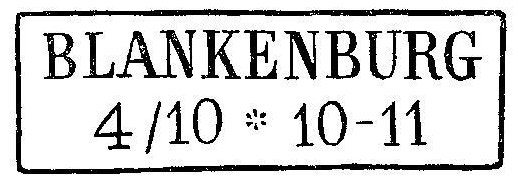
Rechteckstempel
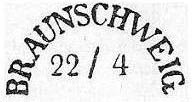
Text-Kreisbogenstempel
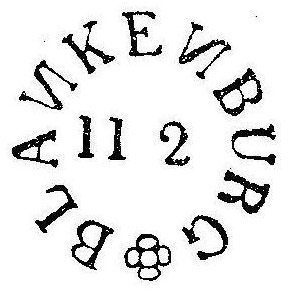
Text-Kreisstempel mit 1 Zeile
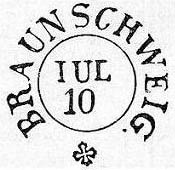
Text-Kreisstempel mit Kreis und 2 Zeilen
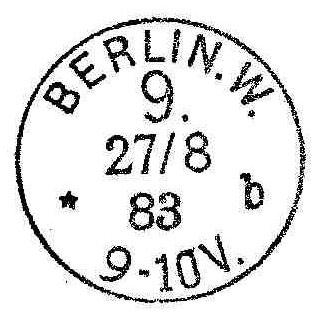
Kreisstempel
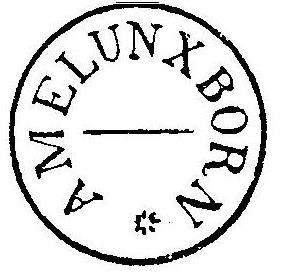
Kreisstempel mit Strich (für handschr. Datumseintrag)
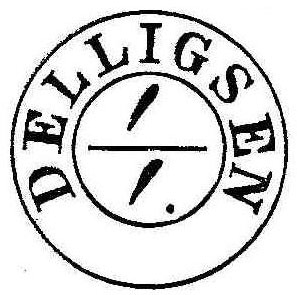
Zweikreisstempel mit Strich (für handschr. Datumseintrag)
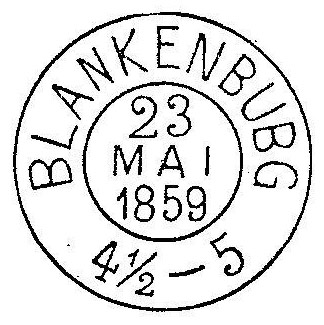
Zweikreisstempel
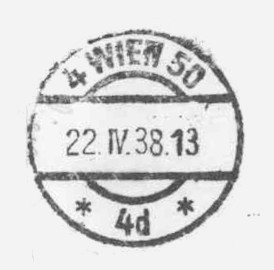
Kreisstegstempel mit Bogen oben und unten
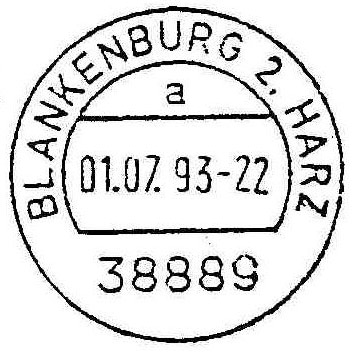
Kreisstegstempel mit Sehnensegment oben
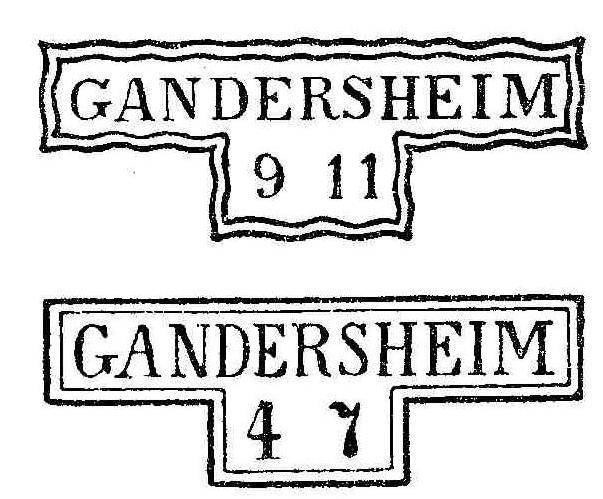
Hammerstempel Gandersheim
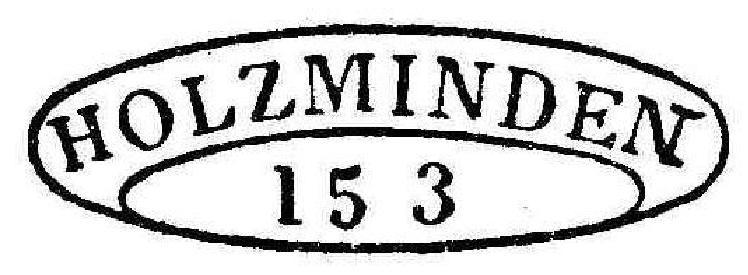
Schnallenstempel Holzminden
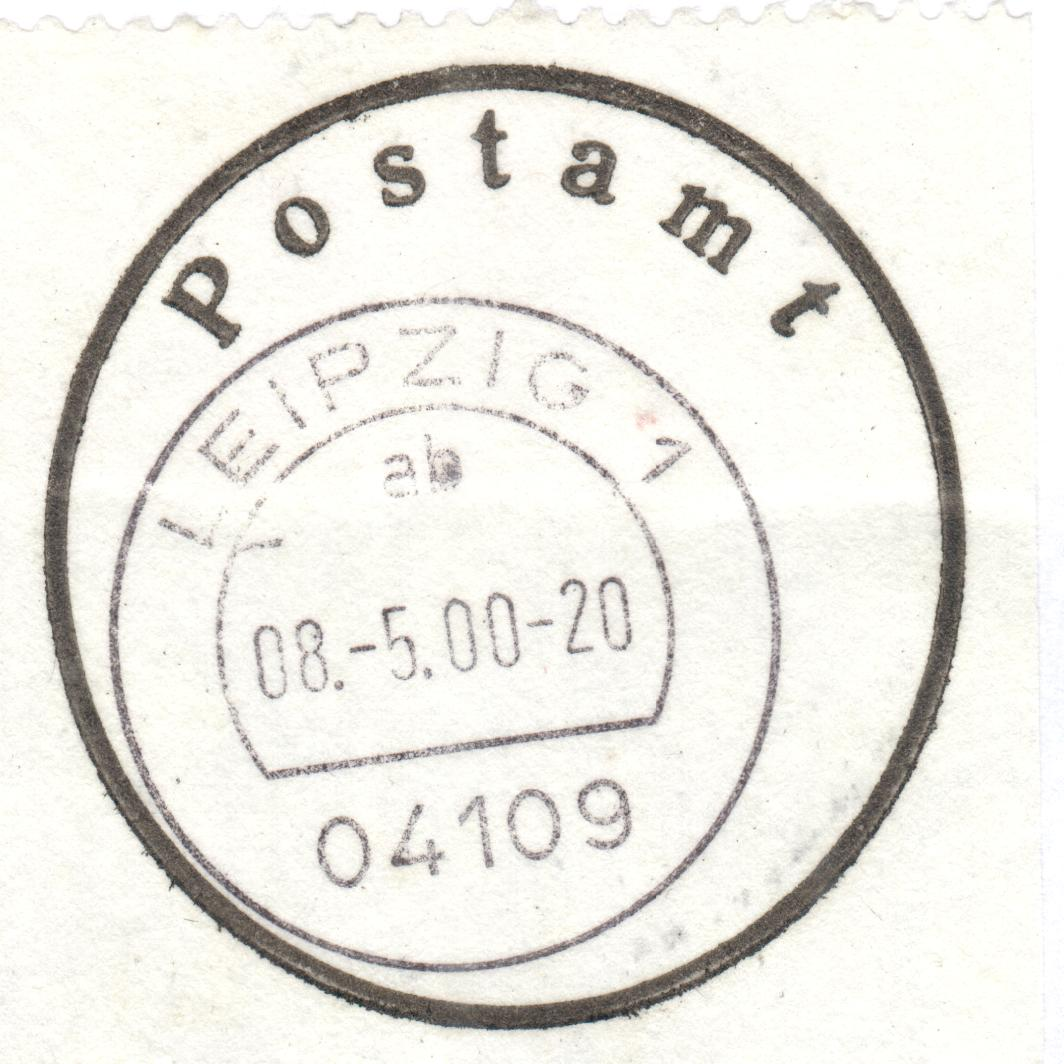
Poststempel der Postfiliale Leipzig 1
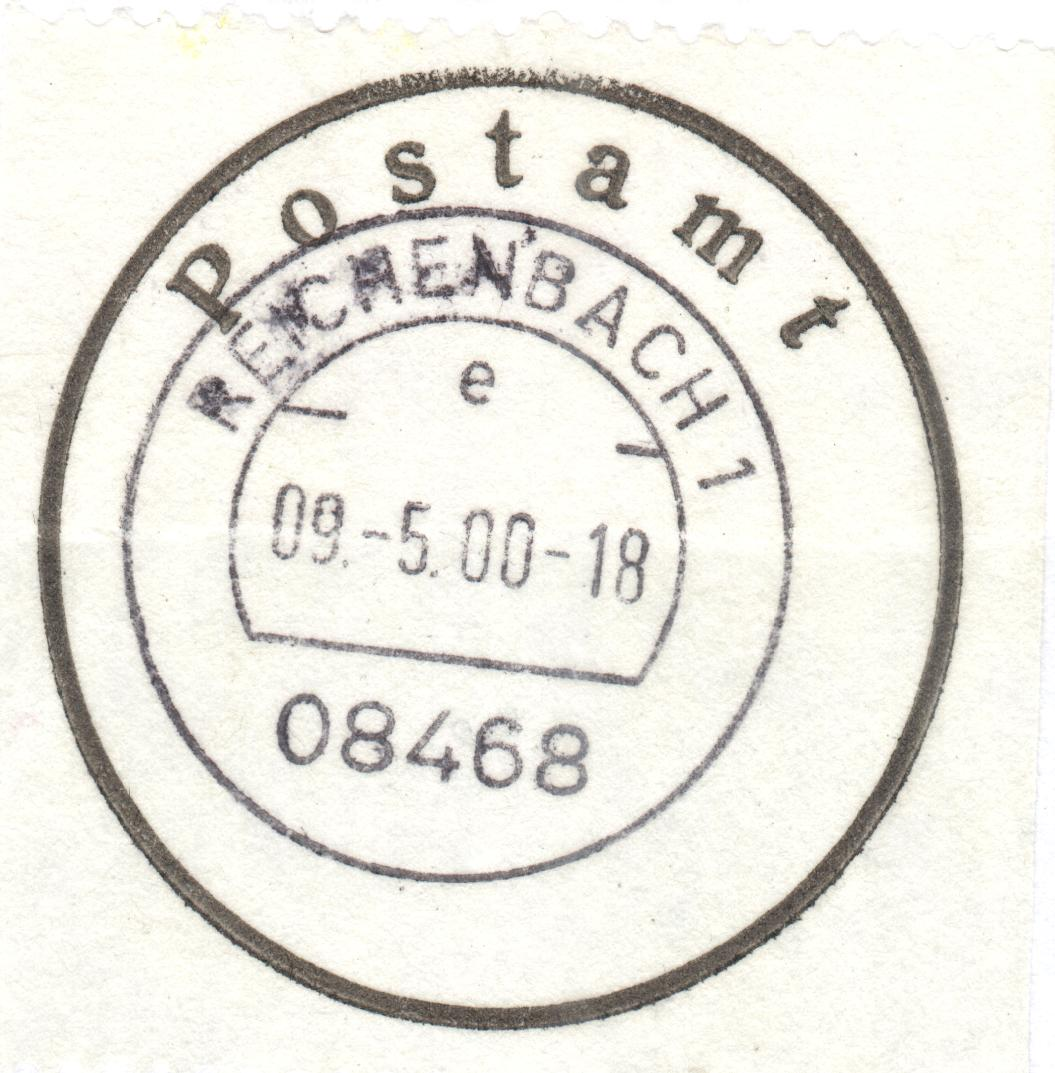
Poststempel der Postfiliale Reichenbach 1
Zeilenstempel, Rechteckstempel und Zweikreisstempel aus Calvörde

## Poststempel in unterschiedlichen Ländern

### Deutschland

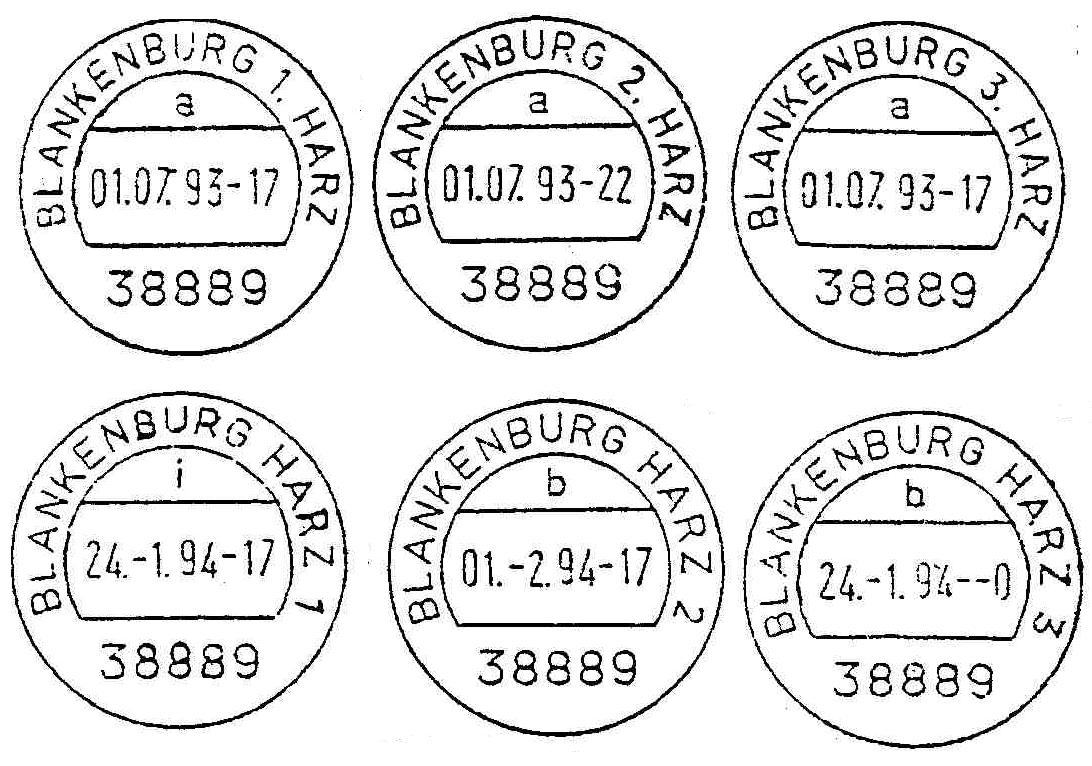
Verschiedene Poststempel aus Blankenburg von 1993 und 1994

Poststempel findet man in Deutschland heutzutage fast ausschließlich in kreisrunder Form (abgesehen von den Entwertern bei Maschinen- und Rollstempeln und den neuerdings verwendeten Tintenstrahlentwertungen und -freistempeln). Oben im Kreis befindet sich die Ortsangabe, in der Mitte das Datum und teilweise die Uhrzeit, sowie unten die Postleitzahl. Mit der Einführung der Briefzentren verschwand in deren Stempeln allerdings die Postleitzahl, da diese ja den Ort der Aufgabe des Briefes nicht korrekt wiedergegeben hätte. An diese Stelle ist seit dem 1. März 2004 in den seither beschafften Maschinenstempeln der Briefzentren ein Posthorn getreten. Das Briefzentrum selber ist aus der Kreisinschrift „BRIEFZENTRUM NN“ (NN: Nummer des Briefzentrums) ersichtlich, welche die Ortsangabe ersetzt.
Stempelfarbe war bis Februar 2021 Schwarz, dann wurde auf Blau umgestellt. Grund war die Einführung von Postwertzeichen mit schwarzen Matrixcodes, die nicht mehr lesbar sind, wenn sie schwarz überstempelt werden.

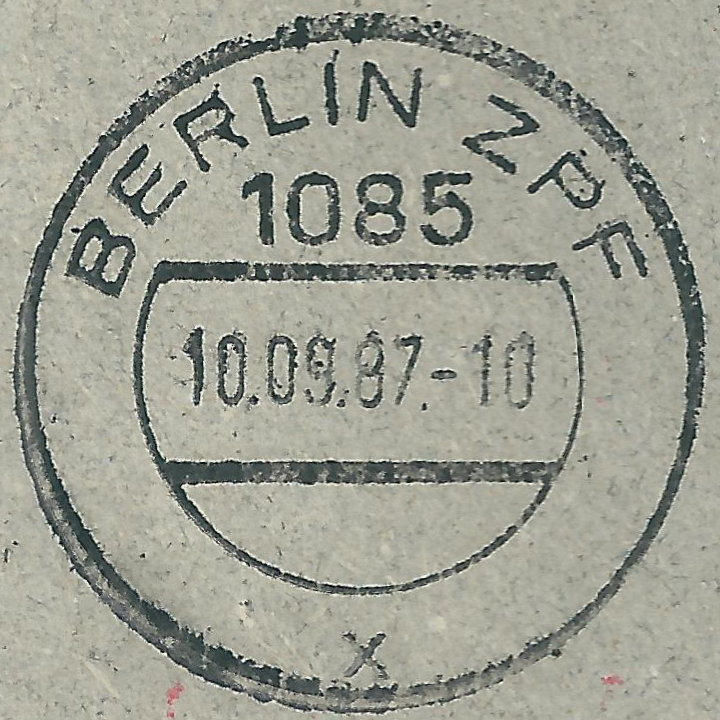
Poststempelabschlag des ZPF Berlin mit vierstelliger Postleitzahl nach DDR-Muster

Mit der Einführung der Postleitzahlen veränderten die Poststempel ihr Aussehen. Wurde zunächst die Zahl innerhalb des Doppelkreises in Klammern dem Ort vorangesetzt, so rückte in der BRD nach 1961 die Postleitzahl zentriert in das untere Drittel des Stempels. Entsprechend der Änderung der Nutzung waren die Postleitzahlen im Stempel bis 1974 ein- bis vierstellig, ab 1974 wurden nur noch vierstellige Postleitzahlen benutzt. Zudem wurde der Ortsname in allen Orten, in denen es mehr als ein Postamt gab, um die Nummer des jeweiligen Postamtes ergänzt, dies galt auch für Poststellen mit Schalter. Dies führte beispielsweise dazu, dass Briefe in Frankfurt stets mit „Frankfurt am Main 3“ gestempelt wurden (zentrales Postamt für den Briefumschlag), obgleich das Postamt 3 keinen Schalter hatte.
In der DDR hingegen wurden die Postleitzahlen ab 1964 direkt unter den Ortsnamen gestellt, erst nach der Wiedervereinigung Deutschlands wurden auch hier Stempel nach dem Muster der Bundespost beschafft, das mit der Einführung der fünfstelligen Postleitzahlen 1993 allgemein verbindlich wurde. Mit der Einführung der Briefzentren und der damit verbundenen zentralen Bearbeitung verlor der Poststempel seine Bedeutung als Dokument des Ortes der Einlieferung oder des Briefeinwurfes, stattdessen wurde im Bereich der Ortsangabe der Text „Briefzentrum“ eingesetzt, welcher von der Nummer (erste beide Stellen der Postleitzahl) ergänzt wurde. Der Bereich, in dem vorher die Postleitzahl gestanden hatte, blieb leer. Seit einiger Zeit sind jedoch in den Briefzentren Poststempel in Benutzung, bei denen an der Stelle, wo früher (und bei an Postschaltern eingesetzten Stempeln auch heute noch) die Postleitzahl eingesetzt war, sich ein stilisiertes Posthorn entsprechend dem Logo der Deutschen Post AG befindet.

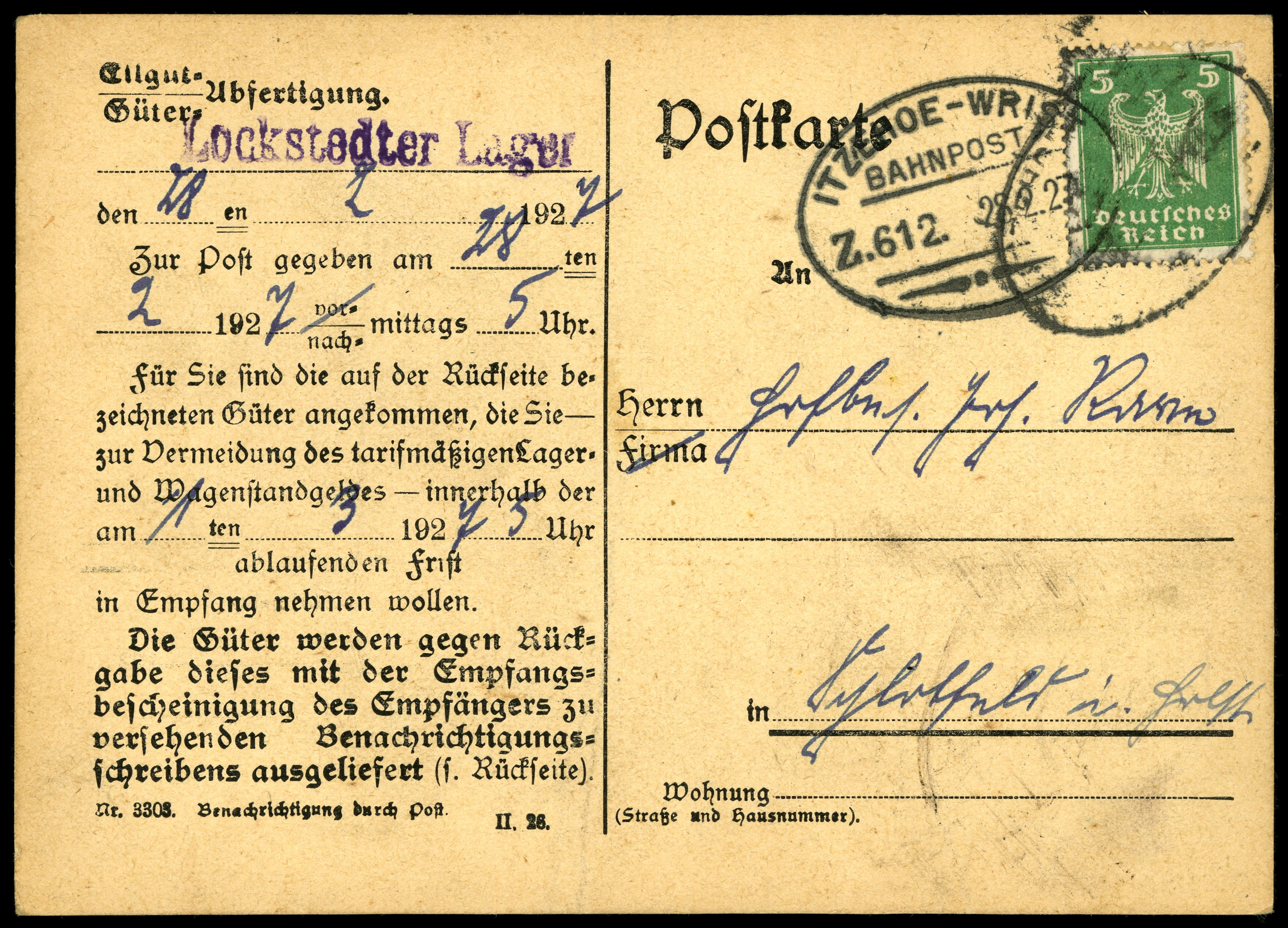
Bahnpoststempel mit Zugnummer

Neben den gewöhnlichen Poststempeln gibt es Sonderformen: Dies sind vor allem Schiffs- und Bahnpoststempel, bei denen die Schiffslinie bzw. die Zugnummer im Stempel den Ort ersetzt, die Stempel weisen auch keine Postleitzahl auf. Wegen der umfangreicheren Daten sind Bahnpoststempel immer oval (seit 1883) und Schiffspoststempel größer als gewöhnliche Poststempel. Für Sendungen, bei denen auf dem Transport im Bahnpostwagen festgestellt wurde, dass die Marken bisher nicht entwertet wurden, gab es besondere Bahnpoststempel mit dem Zusatz „Nachträglich entwertet“, da der ursprüngliche Ort der Auflieferung nicht mehr feststellbar war. Ebenso verfügten größere Dienststellen mit Zustellung für denselben Zweck über einen Tagesstempel, bei dem der Vermerk „Nachträglich entwertet“ im unteren Teil, bei der Deutschen Bundespost also anstelle der Postleitzahl eingesetzt war. War kein solcher Stempel vorhanden, sollte der Tagesstempel verwendet und die nachträgliche Entwertung durch ein handschriftlich beigesetztes „N“ gekennzeichnet werden. Mit der Einführung der Briefzentren wurden die Zustellstützpunkte der Deutschen Post AG mit Gummistempeln zur nachträglichen Entwertung ausgerüstet.
Zudem gibt es diverse Formen von Sonderstempeln. Teilweise wurden diese im direkten Auftrag der Postverwaltung erstellt (z. B. bei Ersttagsstempeln oder im Postmuseum), meist aber auf Antrag anlässlich der Einrichtung eines Sonderpostamtes zu besonderen Anlässen. Sonderstempel waren früher stets rund oder oval, heute gibt es sie in verschiedensten Formen, gemeinsam ist allen aber, dass sie Postleitzahl und Ort aufweisen.

### Österreich
Poststempel in Österreich werden OT-Stempel genannt, wobei OT die Abkürzung für Orts- und Tagesstempel ist. Für die händische Stempelung wird ein Radgangstempel verwendet. Österreichische Briefmarken und Poststempel werden, vor allem bei Erstausgaben, wie die Österreichische Post AG betont, als Sammlerobjekte in der ganzen Welt geschätzt.
Als weitere Besonderheit sind regionale Postfilialen wie 4411 Christkindl oder 2671 Küb und die von ihnen abgegebenen Sonderstempel zu nennen.
Die Poststempel werden in Aufgabe (Postfilialen, Sonderpostfilialen und Philatelie.Shops) und Abgabe (Zustellbasen) unterteilt.
Es werden ganzjährig Sonderstempel verwendet. Pro Monat kann man etwa davon ausgehen, dass etwa 10 bis 15 verschiedene Sonderpoststempel zu den verschiedensten Anlässen in Verwendung sind. Weitere Besonderheiten sind Flugpostabfertigungen, Ballonpost, Raketenpost und Bahnbeförderungen.

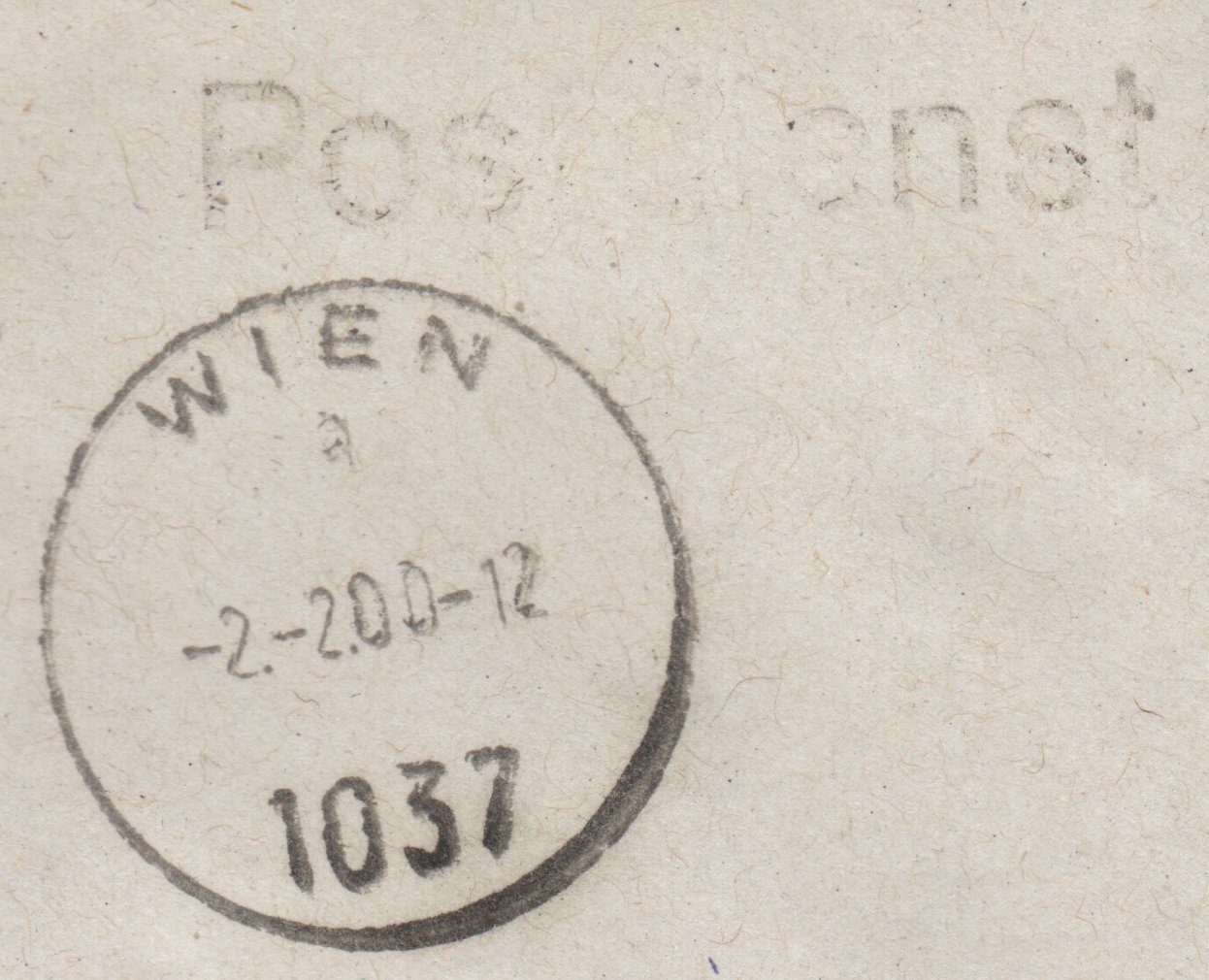
Stempel der Postfiliale 1037 Wien, bei dieser Besonderheit handelt es sich um einen „Postdienst“-Brief; Februar 2000.
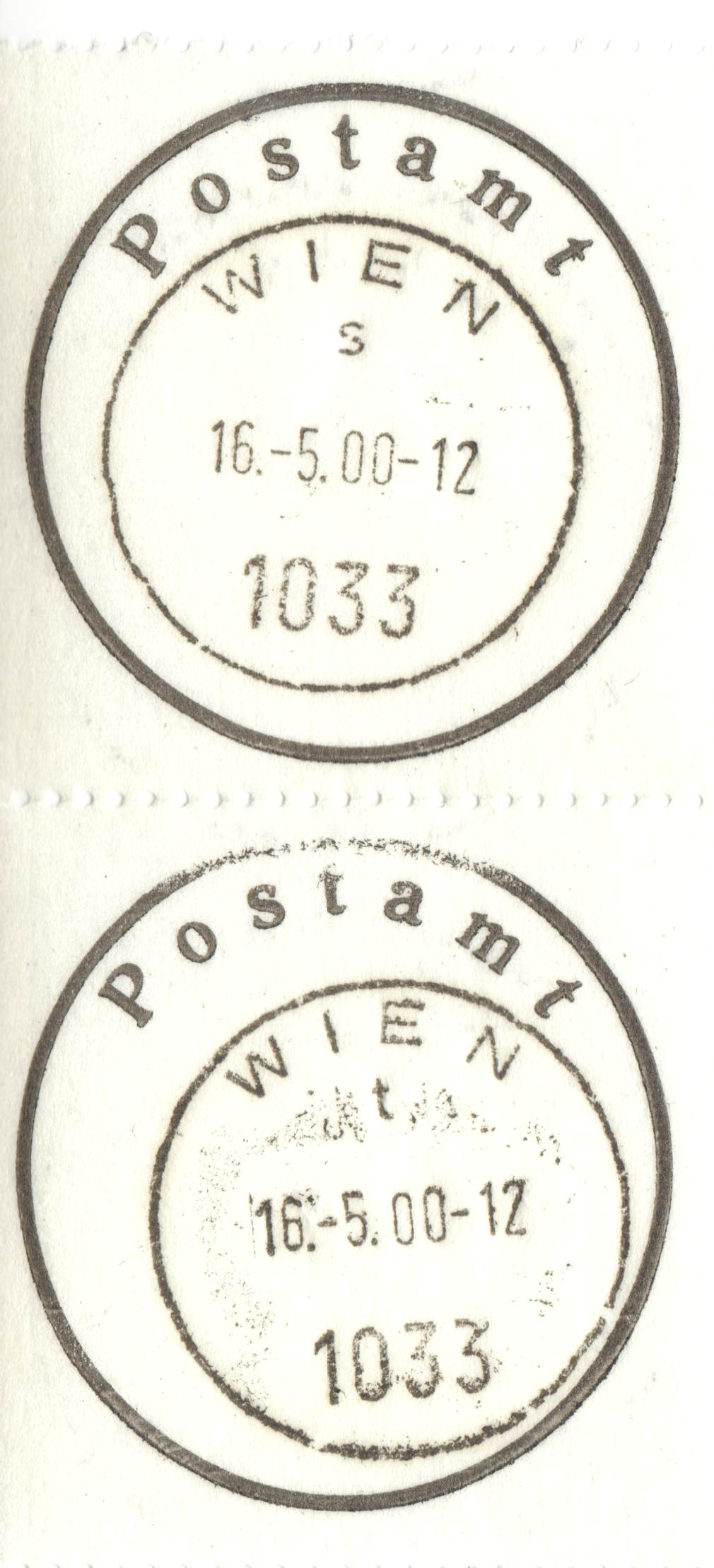
Stempel der aufgelassenen Postfiliale 1033 Wien mit 2 verschiedenen Unterscheidungszeichen („s“ & „t“); Mai 2000.
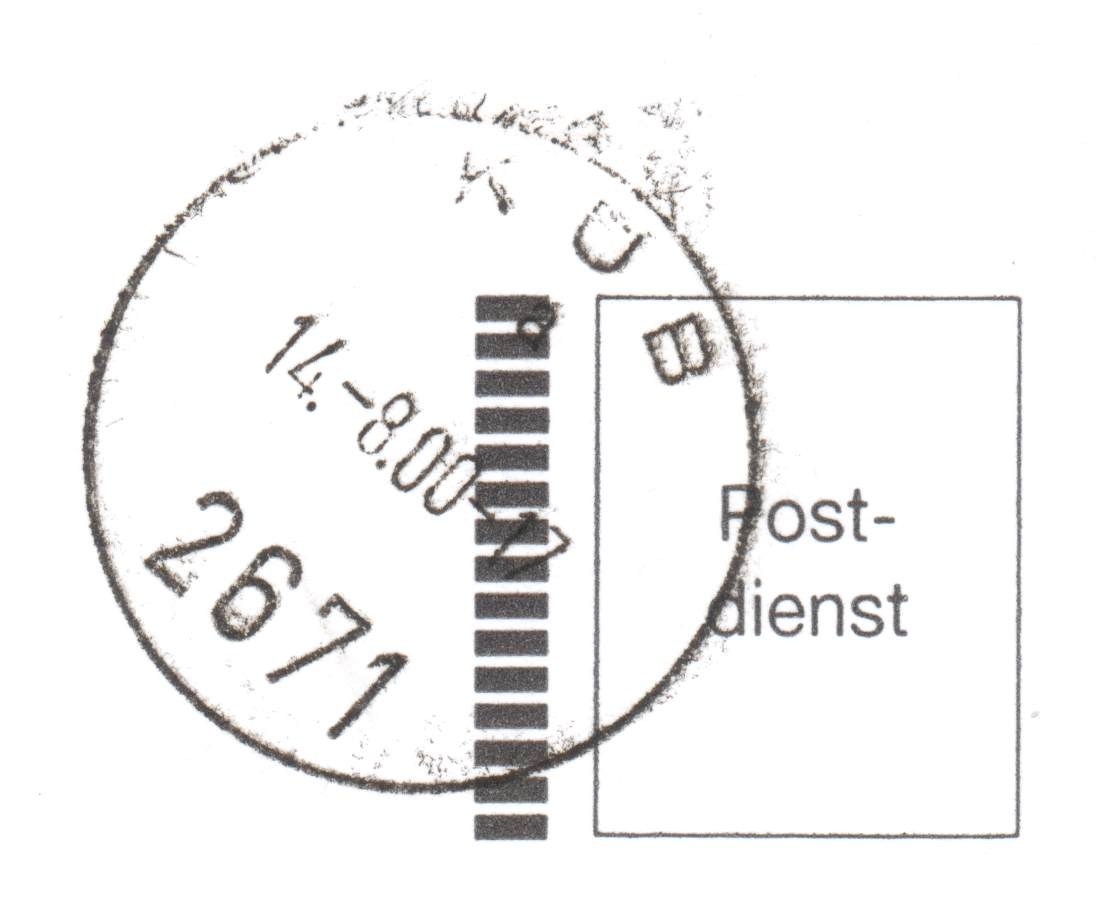
Poststempel der historischen Postfiliale Küb, echt gelaufen; August 2000. Besonderheit: Postdienstkuvert.
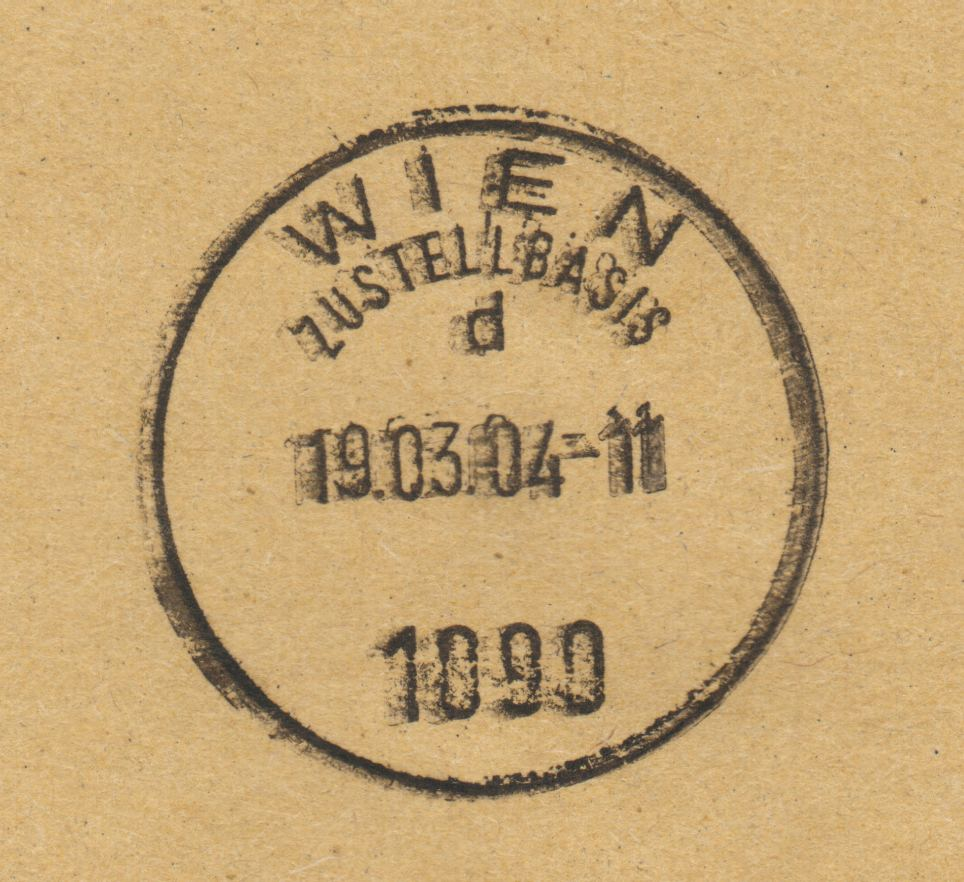
Ankunftsstempel der Zustellbasis 1090 Wien; März 2004.
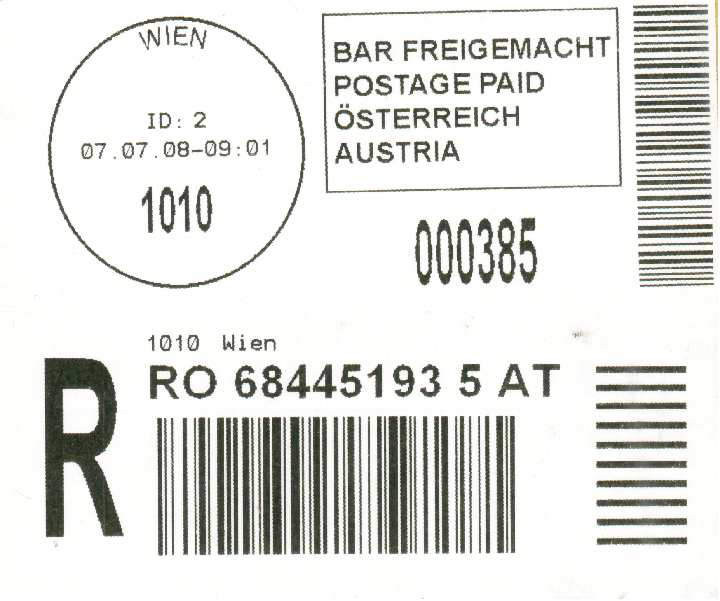
Gedruckter Poststempel mit Uhrzeitangabe und Einschreiben

### Schweiz

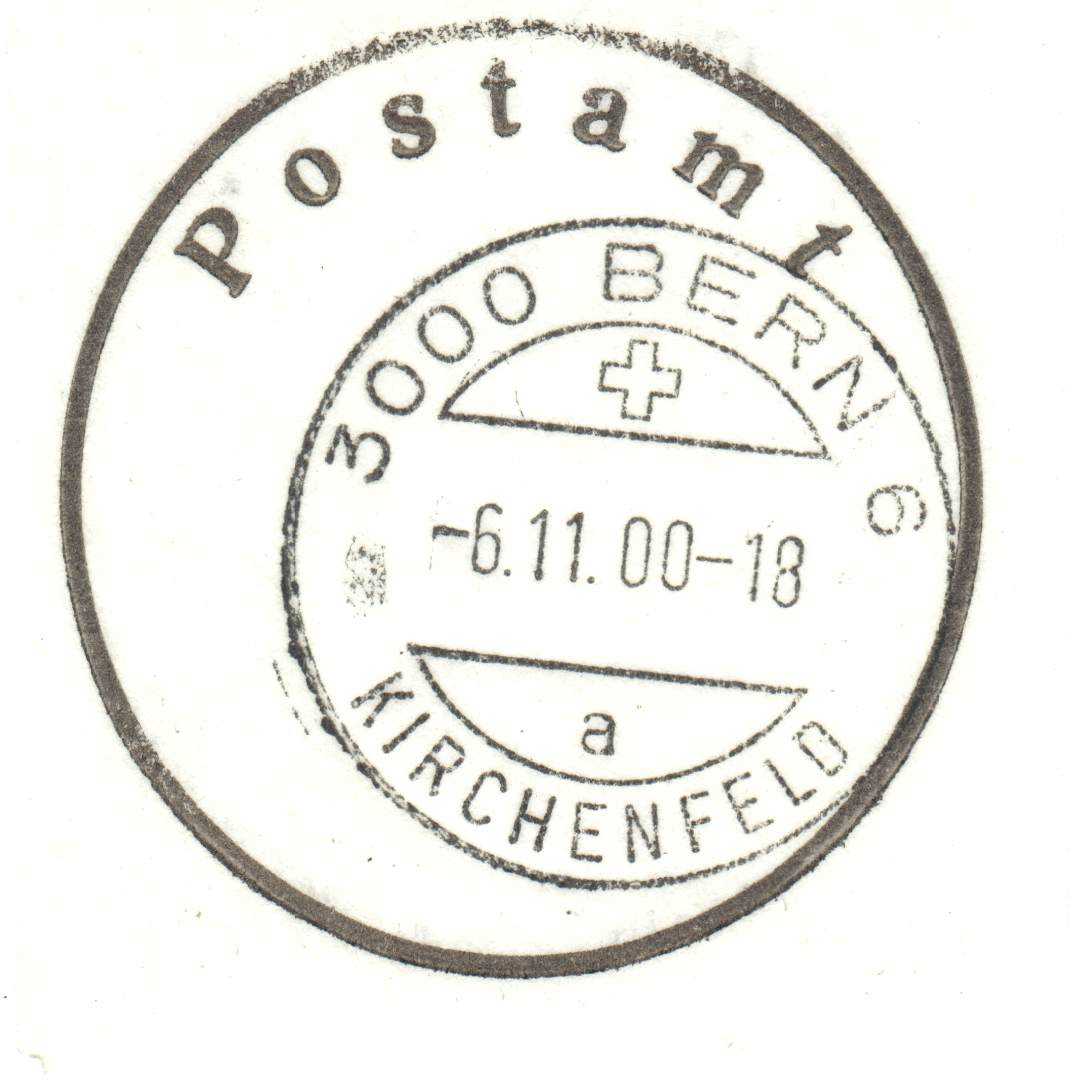
Stempel der Postfiliale Bern 6; November 2000.
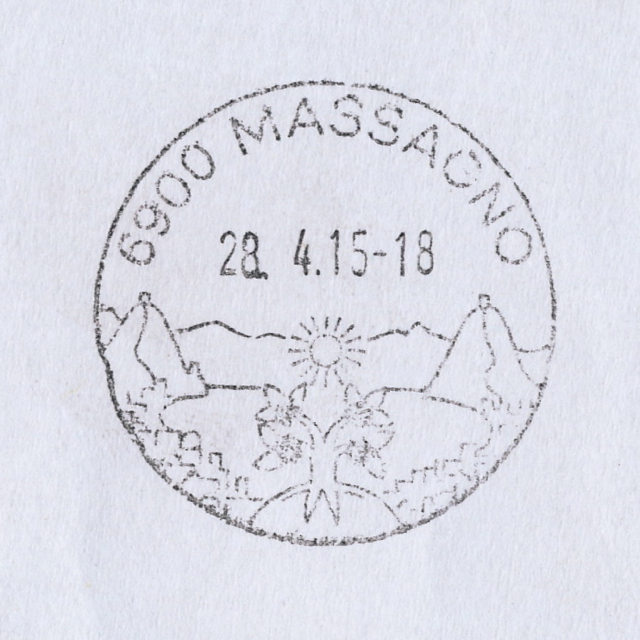
Stempel der Poststelle Massagno; April 2015.
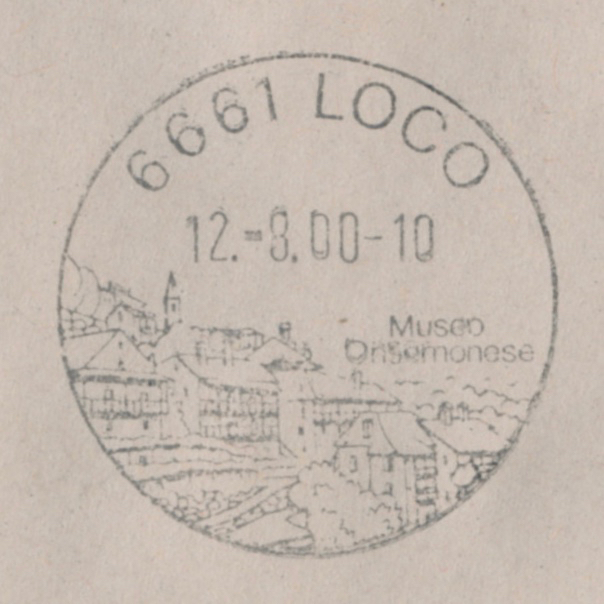
Stempel der Poststelle Loco; August 2000.
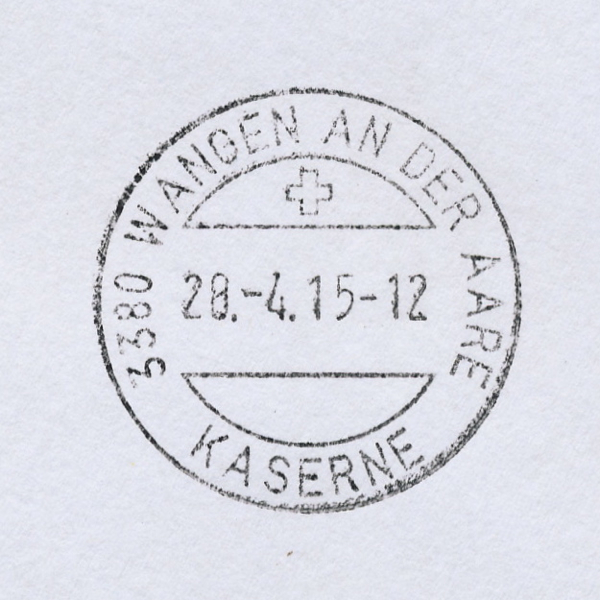
Stempel der Poststelle Wangen an der Aare Kaserne; April 2015.
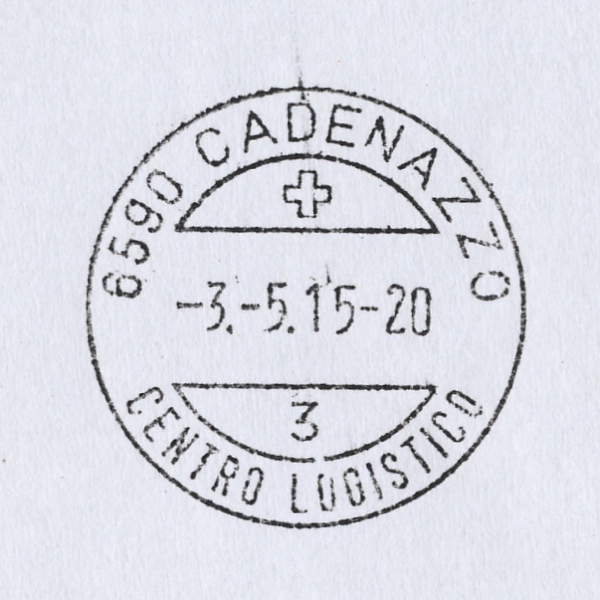
Stempel des Post-Logistikzentrums Cadenazzo; Mai 2015.

## Poststempel als Sammelobjekte

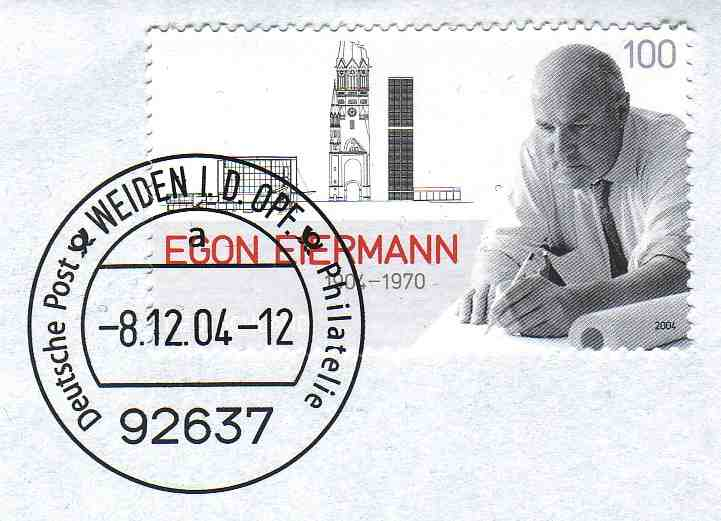
Sondermarke „100. Geburtstag Egon Eiermann“ mit aufgedrucktem „Tagesstempel“ vom 8. Dezember 2004 des Philatelie-Service Weiden

Abstempelungen am Beispiel einer Berliner Briefmarke von 1971

Durch die rasche Ausbreitung der Philatelie wuchs auch das Interesse an den Poststempeln auf den Belegen.
Es entstanden eigene Spezialkataloge für dieses spezielle Gebiet der Philatelie. Vor allem Poststempel aus der Anfangszeit der Briefmarke und aus vorphilatelistischer Zeit finden große Beachtung. Beliebt sind auch so genannte Heimatsammlungen, die anhand regionaler Poststempel die Postgeschichte der jeweiligen Region dokumentieren, oder aber Poststempel, die eine bestimmte Beförderungsart belegen, so z. B. bestimmte Strecken oder Epochen der Bahnpost, oder Exoten wie Zeppelinpost oder DO-X-Post. Die Vereinigung der Sammler, Forscher und Prüfer von Abstempelungen der Deutschland-Philatelie sind in der Poststempelgilde e. V. organisiert.
Lange Zeit galten Sonderstempel zu bestimmten Anlässen, insbesondere Ersttagsstempel zum ersten Gültigkeitstag auf Ersttagsbriefen als besonders sammelwürdig. Darauf reagierten manche Postverwaltungen mit einer großen Anzahl von Sonder-Abstempelungen zu philatelistischen Zwecken, teilweise wurden auch Briefmarken aus dem „Sammeln im Abonnement“ mit solchen versehen. Auf Briefmarken gängiger Sammelgebiete stellen Gefälligkeitsstempel wie Tages-Versandstempel oder Ersttagssonderstempel die Regel dar, umso begehrter sind Abstempelungen aus dem realen Postverkehr (sogenannte Bedarfsstempel), wenn diese sauber und lesbar sind. Verpönt sind Stempel, die gar keine Stempel sind, sondern bereits beim Druck der Marken mit aufgedruckt werden.
Da die Auflagen von Briefmarken in der Regel groß sind, gelten gestempelte Exemplare nur dann als vollwertig, wenn der Stempel vollständig ablesbar ist, mit Ortsname und Datum und gut zentriert. Briefmarken mit fragmentartigen oder verschmierten Stempeln, Resten von Werbestempeln oder Wellenlinien gelten als minderwertig, sie werden häufig zur Streckung von Briefmarkenlosen eingesetzt.

## Fälschungen

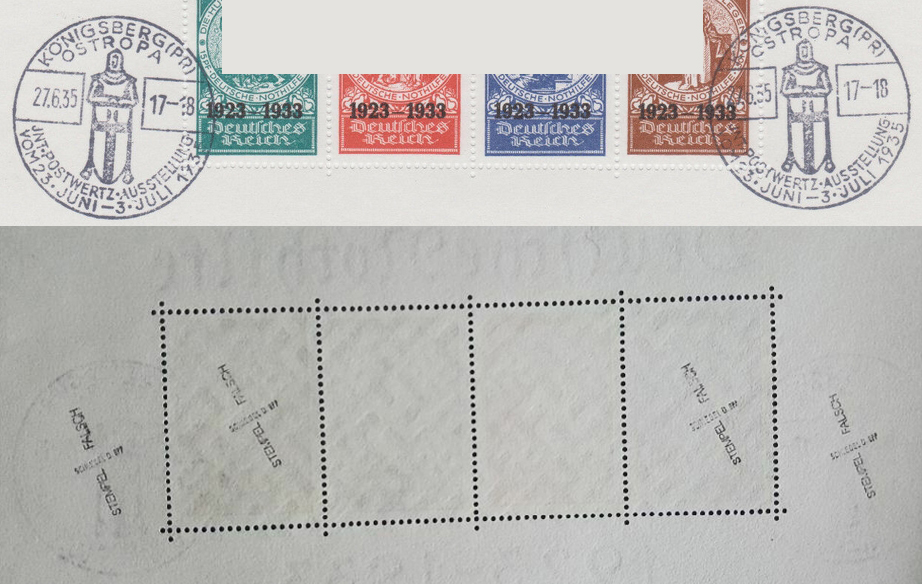
Gefälschte Stempel auf einem echten Block 2 (Mi. Nr. 508-511). Rückseitige Kennzeichnung durch einen Bundesprüfer

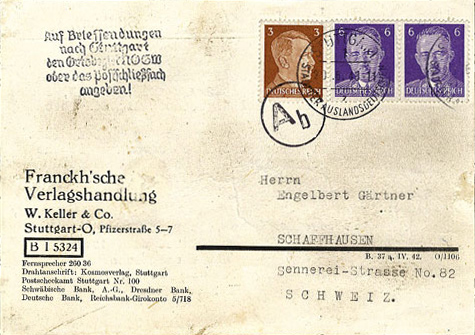
Vom Britischen Geheimdienst PWE hergestellte Postkarte mit gefälschten deutschen Briefmarken und gefälschten Post- und Zensurstempeln

Bei manchen Ausgaben kommt es vor, dass gestempelte Briefmarken wertvoller sind als ungestempelte Exemplare, wobei der Wertunterschied beträchtlich sein kann. Daher kommt es in solchen Fällen zu Fälschungen von Poststempeln. Grundsätzlich kann man dabei zwei Varianten unterscheiden:
- Falschstempel: Hierbei handelt es sich um gefälschte Stempel. Zum Einsatz kommen beispielsweise Gummistempel statt Stahlstempel, deren Klischee ist aufgrund der Vorlage etwas unschärfer und weist bei jedem Abdruck die gleiche Ungenauigkeit auf. Viele Falschstempel lassen sich auch durch die Verwendung eines einzigen Tagesdatums erkennen, da keine Verstellung möglich ist. Früher wurden Stempel auch aufkopiert, heute kommen bei diesen Fälschungen Laserdrucker zum Einsatz. Der Abdruck ist hierbei sehr oberflächlich und mit einer Lupe meist recht gut erkennbar. Besonders schwer erkennbar sind Fälschungen unter Einsatz von Tintenstrahldruckern, wobei diese wegen der eingeschränkten Saugfähigkeit des Briefmarkenpapiers in Verbindung mit der langen Trocknungszeit der Druckertinte sehr aufwändig in der Herstellung sind.

- Rückdatierungen: Bei dieser Variante kommen echte Stempel zum Einsatz, bei denen das Datum absichtlich verstellt wurde. Solche Fälschungen sind daher sehr schwer zu erkennen und meist nur dann einwandfrei nachweisbar, wenn die verwendeten Stempel „unmöglich“ sind, beispielsweise mit Postleitzahlen, Orten oder Postämtern, die nicht zum Stempeldatum passen oder wenn eine falsche Stempelfarbe verwendet wird.

Einen Sonderfall stellen Rück- und Vordatierungen dar, die gelegentlich für philatelistische Zwecke stattfinden. Regelmäßig wird das etwa bei Ersttagsstempeln praktiziert, kommt aber auch beispielsweise bei Sonderpostämtern oder nach einer Schließung eines Postamtes vor, wenn die Post Stempelabschläge noch für Sammler durchführt, die auf den letzten Tag der Öffnung datiert sind. Dabei handelt es sich nicht um wirkliche Fälschungen, gleichwohl wird nicht der eigentliche Tag des Stempelabdruckes dokumentiert.
Selten findet man auch Ganzfälschungen. Dies bedeutet, dass sowohl der Poststempel als auch die Briefmarke gefälscht sind.
Falschstempel fanden auch in Kriegszeiten Verwendung. So wurden während der Weltkriege vom jeweiligen Gegner Briefstempel oder auch Zensurstempel gefälscht, um zum Beispiel Propagandamaterial in feindliches Gebiet zu bringen. Diese Briefe wurden teilweise mit gefälschten Postsäcken über feindlichem Territorium abgeworfen, wie dies etwa bei der sogenannten Operation Cornflakes während des Zweiten Weltkriegs der Fall war. Hierbei wurden auch die erforderlichen Briefmarken ebenso gefälscht (Ganzfälschungen).

## Datum des Poststempels

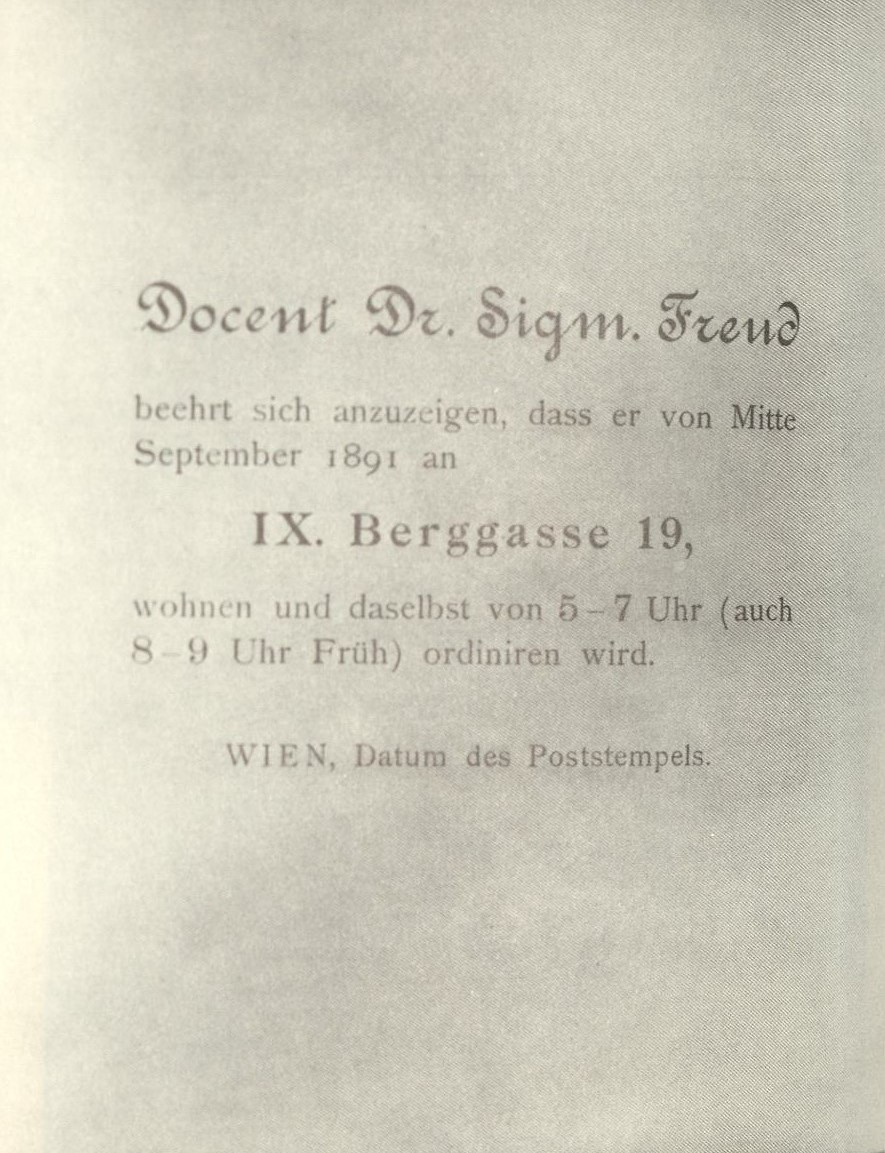
Datum des Poststempels

Vielfach kam und kommt dem Poststempel auch eine rechtliche Bedeutung für die Bestimmung von Fristen zu. So gibt es beispielsweise in der Abgabenordnung (§ 122) eine Zugangsfiktion, nach der ein Brief drei Werktage nach seiner Absendung als zugegangen gilt, soweit kein anderer Termin des Zugangs nachgewiesen werden kann. Auch im Bürgerlichen Gesetzbuch gibt es Regelungen (§§ 355 und 375), bei denen es auf den Tag der Absendung ankommt, welcher letztlich durch den Poststempel dokumentiert wird, soweit keine besondere Einlieferungsbescheinigung erstellt wird. Bekannter war „das Datum des Poststempels“ aber für die Fristwahrung bei Gewinnspielen (Einhaltung des Einsendeschlusses), wobei durch neue Formen der Teilnahme diese Bedeutung in den letzten Jahren stark abgenommen hat. War früher neben dem Datum auch zweifelsfrei der Absendeort als rechtlich bedeutendes Detail erkennbar, so ist dies zumindest in Deutschland nur noch dann gegeben, wenn die Abstempelung nicht in einem Briefzentrum erfolgte.